# نخل‌های موم
نخل‌های موم (نام علمی: Ceroxylon) نام یک سرده از تیره نخل است.